# Iwao Yamane
Pour les articles homonymes, voir Yamane.
Iwao Yamane (山根 巌, Yamane Iwao) est un footballeur japonais né le 31 juillet 1976.